# Karl Gustaf Andersson
Karl Gustaf Andersson, född den 20 april 1870 i Angarns församling, Stockholms län, död den 1 augusti 1950 i Lindesberg, var en svensk jurist.
Andersson avlade mogenhetsexamen i Gävle 1890 och hovrättsexamen vid Uppsala universitet 1899. Han var häradshövding i Lindes domsaga 1918–1940. Andersson blev riddare av Nordstjärneorden 1926 och kommendör av andra klassen av samma orden 1937. Han vilar på Norra kyrkogården i Örebro.